# L. Christian Meulengracht
Laurits (Lars) Christian Meulengracht (født 14. februar 1837 i Aarhus, død 9. april 1903 i Monte Carlo) var en dansk virksomhedsleder og politiker.
I 1868 blev L. Chr. Meulengracht gift med sin kusine Ingeborg Christiane Lottrup (1845-1904). Efter sin svigerfars død, overtog han i år 1871 ledelsen af Ceres.